# تارتاششتی
تارتاششتی (به لاتین: Tărtășești) یک سکونتگاه مسکونی در رومانی است که در شهرستان دمبوویتسا واقع شده‌است.

## خصوصیات
تارتاششتی ۵٬۱۲۱ نفر جمعیت دارد.